# Numerica
 (mars 2014).
Numerica est le pôle technologique régional consacré au développement de la filière des nouvelles technologies de l’information et de la communication en Franche-Comté. Il est situé aux Portes du Jura, à Montbéliard.
Outre certains laboratoires de recherche de l'université de Franche-Comté et de l'Université de technologie de Belfort-Montbéliard, le bâtiment héberge différentes sociétés et accueille l'un des sites de l'Incubateur d'entreprises innovantes de Franche-Comté.

## Historique
Le pôle est créé en 1997 sous l'impulsion des collectivités Communauté d'Agglomération du Pays de Montbéliard et de la région Franche-Comté. Entre 2003 et 2007, Numerica s'enrichit de 12 000 m2 de capacité d'hébergement à destinations des entreprises numériques et multimédias. 
Numerica est  devenu une société d’économie mixte (SEM) en 2008, point de convergence entre les entreprises, les collectivités (région Franche-Comté, CAPM…), les universités, les laboratoires de recherche, les acteurs du développement économique, les associations.

## Infrastructures
La SEM Numerica dispose de moyens immobiliers, technologiques et humains pour le montage, le soutien et l’accompagnement de projets numériques et audiovisuels.